# Parachor
De parachor is een empirische stofconstante, ingevoerd door de Britse wetenschapper Samuel Sugden in 1924. Ze is gebaseerd op de ontdekking door D. B. Macleod uit 1922 van een empirisch verband tussen oppervlaktespanning σ en dichtheid ρL van een vloeistof van de vorm:
σ = c(ρL — ρV)4
met ρV de dichtheid van de damp die in evenwicht is met de vloeistof. c Is een constante die voor vele vloeistoffen onafhankelijk is van de temperatuur over een groot temperatuurbereik.
Door de vergelijking van Macleod te schrijven als een functie van de constante c en daarna beide zijden te vermenigvuldigen met de molaire massa van de stof, M, krijgen we:
Mc1/4 ( = P ) = M σ1/4 / (ρL — ρV)
Het linkerdeel is de "parachor" (symbool: P).
De parachor wordt dus gedefinieerd als: de molaire massa van een vloeistof (M) vermenigvuldigd met de vierdemachtswortel van zijn oppervlaktespanning (σ) en gedeeld door het verschil van de dichtheid van de vloeistof (ρL) en de dichtheid van de damp die ermee in evenwicht is (ρV).
Deze formule kan in vele gevallen vereenvoudigd worden door te veronderstellen dat de dichtheid van de damp verwaarloosbaar klein is tegenover die van de vloeistof (dit is voor vele organische verbindingen het geval). De formule wordt dan:
P = M σ¼/ρL
Voor de berekening van de parachor worden de grootheden uitgedrukt in g/cm3 voor dichtheid, g/mol voor molaire massa en dyne/cm voor oppervlaktespanning. De parachor zelf heeft geen eenheid.

## Betekenis
De verhouding M/ρL is het molair volume Vm van de stof bij dezelfde temperatuur waarbij de oppervlaktespanning bepaald wordt. De parachor kan dus gedefinieerd worden als het molaire volume van de vloeistof bij een temperatuur waarbij zijn oppervlaktespanning σ gelijk is aan 1.
Hieruit volgt dat een vergelijking van de parachors van twee verschillende vloeistoffen overeenkomt met de vergelijking van hun molaire volumes wanneer ze dezelfde oppervlaktespanning hebben:
P1/P2 = Vm1/Vm2
Het molair volume van een stof is een additieve eigenschap: het is de som van de bijdragen van de verschillende componenten (atomen en functionele groepen) waaruit het molecuul bestaat. Hetzelfde geldt voor de parachor. De parachorwaarden van diverse atomen en functionele groepen zijn bekend, bijvoorbeeld uit de vergelijking van de parachorwaarden van isomeren of van opeenvolgende stoffen in een homologe reeks. De experimenteel bepaalde parachor van een stof kan dan een hulpmiddel zijn bij het vaststellen van de structuur van die stof: vind de parachorwaarden van alle componenten in de veronderstelde structuur en tel ze op; als de som goed overeenkomt met de experimentele waarde is dat een aanduiding dat de vooropgestelde structuur aanvaardbaar is.

## Voorbeeld
Voor benzeen is de parachor ongeveer 206:
- de molaire massa van benzeen is 78,11 g/mol
- bij 293 K is de oppervlaktespanning 0,02889 N/m of 28,89 dyne/cm
- bij 293 K is de dichtheid van de vloeistof 0,878 g/cm3
- dan is P = 78,11 * 28,891/4 / 0,878 = 206,25
- bij een temperatuur van 320 K is de oppervlaktespanning 25,35 dyne/cm en de dichtheid van de vloeistof 0,851 g/cm3; daaruit volgt P = 205,95.